# 佐藤武雄
佐藤 武雄（さとう たけお、1895年10月17日 - 1958年7月1日）は、日本の法医学者。医学博士（1928年、東京帝国大学）。
長野県小県郡大門村（現長和町）出身。旧制上田中学（長野県上田高等学校）、旧制第一高等学校を経て、1922年東京帝国大学医学部卒業。1926年東京医学専門学校教授、1929年京城帝国大学教授、1944年に東京で行われた法医学会出席のため帰国し、そのまま郷里で終戦を迎えた。1948年旧制松本医学専門学校教授、同法医学教室主任教授、1950年校長兼信州大学医学部長、1954年学長を歴任した。
俳人としては「眉峰」と号し、高浜虚子に師事し、「ホトトギス」同人。京城時代に俳句結社「水砧」を主宰した。句集に「ほたる火」がある。